# 雙重意識
雙重意識(英文：Double consciousness)是神經科學中的一個理論概念。有人提出，在進行胼胝體切開術後，一個人可能在一個大腦內形成兩個獨立的意識實體。在一些裂腦患者表現出異手症之後，這個想法首先在神經科學界傳播開來，這使一些科學家認為，一旦胼胝體消失，大腦左右半球之間就必須存在兩個不同的意識來相互競爭。
雙重意識的概念在神經科學界引起了爭議，尚未證明該理論的正確性。